# Лапыгинская сельская территория
Лапыгинская сельская территория — административно-территориальная единица Старооскольского городского округа включающая в себя 4 села: Лапыгино, Курское, Новокладовое, Бочаровка. Административный центр — село Лапыгино.

## Состав сельской территории
| № | Населённый пункт | Тип населённого пункта       | Население |
| - | ---------------- | ---------------------------- | --------- |
| 1 | Бочаровка        | село                         | ↘56       |
| 2 | Курское          | село                         | ↘651      |
| 3 | Лапыгино         | село, административный центр | ↗872      |
| 4 | Новокладовое     | село                         | ↗452      |

## Географические данные
| Общая площадь        | 7110 га. |
| -------------------- | -------- |
| Сельхозугодья        | 4772 га. |
| Пашня                | 3887 га. |
| Сенокосы, пастбища   | 578 га.  |
| Леса и лесополосы    | 689 га.  |
| Реки, пруды, водоемы | 5,9 га.  |
| Протяженность дорог  | 79,8 км. |